# Synhamitermes
Synhamitermes es un género de termitas isópteras perteneciente a la familia Termitidae que tiene las siguientes especies:
1. Synhamitermes ceylonicus
2. Synhamitermes colombensis
3. Synhamitermes quadriceps